# Еремеев, Владимир Павлович
Влади́мир Па́влович Ереме́ев (2 апреля 1910, Августов — 10 марта 1978, Грозный) — советский оператор и режиссёр документального кино, фронтовой кинооператор в годы Великой Отечественной войны. Заслуженный деятель искусств РСФСР (1970).

## Биография
Родился в Августове (ныне Польша).
В 1931 окончил операторский факультет Государственного техникума кинематографии (ВГИК — с 1934 года).
С мая 1934 года трудился на Бакинской киностудии «Азгоскинопром» (Бакинская киностудия — с 1939 года), был одним из зачинателей азербайджанской кинодокументалистики.
Во время войны с января 1942 года работал во фронтовой киногруппе Крымского фронта, снимал в осаждённом Севастополе, на Керченском полуострове. С 1943 года — в киногруппе Каспийской военной флотилии.
После демобилизации вернулся на Бакинскую студию, выступил автором текста к фильму «Остров победителей» (1947). В период 1949—1951 год работал на Сталинабадской студии кинохроники. С 1951 года — оператор и режиссёр Северо-Кавказской студии кинохроники, работал на корпункте студии в Грозном. Автор сюжетов для кинопериодики: «Новости дня», «Пионерия», «Северный Кавказ», «Союзкиножурнал» и другой.
Член ВЛКСМ в 1926—1931 годах, Союза кинематографистов СССР с 1960 года.

## Фильмография
Оператор
- 1931 — Пусть знает Москва
- 1935 — День Азербайджана (в соавторстве)
- 1936 — 15 лет БРТ (совместно с С. Бадаловым)
- 1936 — В Баку стахановский май (в соавторстве)
- 1936 — Весна Азербайджана
- 1936 — Весна тюрчанки
- 1936 — Высокая награда (совместно с И. Манаковым)
- 1936 — Клим Ворошилов в Баку (совместно с С. Бадаловым)
- 1937 — VIII Чрезвычайный съезд Советов АзССР (в соавторстве)
- 1937 — В Нагорном Карабахе (совместно с А. Гасановым)
- 1937 — Закладка фундамента памятнику Кирову
- 1937 — К выборам в Верховный Совет СССР (совместно с С. Бадаловым)
- 1937 — Кони Азербайджана
- 1937 — Памяти освободителя Азербайджана (в соавторстве)
- 1937 — Песни и пляски бойцов НКВД (совместно с Ф. Новицким)
- 1937 — Часовые нефти (совместно с А. Алекперовым)
- 1937 — Шуша — центр курорта и отдыха
- 1938 — В Курдистане (в соавторстве)
- 1938 — Великий просветитель — писатель М. Ф. Ахундов (в соавторстве)
- 1938 — Да здравствуют азербайджанские артисты! (в соавторстве)
- 1938 — Комсомольское племя (в соавторстве)
- 1938 — На родину вождя (в соавторстве)
- 1938 — Новый музей
- 1938 — Орденоносный Азербайджан (в соавторстве)
- 1939 — Большевики Баку (в соавторстве)
- 1939 — В республиках нефти и хлопка
- 1939 — На второй сессии Верховного Совета Азербайджанской ССР (в соавторстве)
- 1939 — Нефть в СССР
- 1939 — В республиках нефти и хлопка
- 1940 — 20-я весна
- 1940 — День нового мира (в соавторстве)
- 1940 — Закаталы
- 1941 — Путь в скалах
- 1942 — День войны (в соавторстве)
- 1942 — Мы защищаем Баку
- 1942 — Севастополь
- 1943 — Научный центр Азербайджана
- 1944 — Братская помощь
- 1944 — Каспийцы
- 1944 — Кинорассказ о большой дороге
- 1944 — Помощь Казвину
- 1945 — Праздник Победы
- 1945 — Страна вечных огней
- 1946 — Аппарат профессора Топчиташева
- 1946 — Шестидесятилетие Гаджибекова
- 1947 — Советский Азербайджан (в соавторстве)
- 1948 — Нефть Каспия
- 1949 — На земле предков
- 1950 — Земля молодости
- 1951 — Вечером во Дворце культуры
- 1951 — Грипп
- 1951 — Таджикская ССР
- 1952 — В ставропольской степи
- 1952 — Здравница Железноводск
- 1953 — В городе Грозном
- 1956 — У виноградарей Терека
- 1956 — Цейское ущелье
- 1958 — Казбек — Каспий
- 1959 — В Грозном
- 1960 — По Чечено-Ингушетии
- 1962 — Сады Дагестана
- 1964 — Песня о ветре
- 1971 — Века и годы
- 1977 — Перегон
- 1977 — Орбита молодых

Режиссёр
- 1934 — Знатный Азербайджан, (совместно с Б. Пумпянским; также автор сценария)
- 1935 — День Азербайджана
- 1936 — Весна Азербайджана
- 1936 — Высокая награда
- 1937 — VIII Чрезвычайный съезд Советов АзССР
- 1937 — В гостях у хыналугуев (монтаж)
- 1937 — В Нагорном Карабахе (также автор сценария)
- 1937 — К выборам в Верховный Совет СССР (совместно с С. Бадаловым)
- 1937 — К новой жизни (монтаж)
- 1937 — Кони Азербайджана
- 1937 — Памяти освободителя Азербайджана (также автор сценария)
- 1937 — Песни и пляски бойцов НКВД (также автор сценария, совместно с И. Озерским)
- 1938 — Баку празднует Октябрь
- 1938 — В Курдистане
- 1938 — Да здравствуют азербайджанские артисты! (совместно с А. Гасановым)
- 1938 — На родину вождя
- 1938 — Новый музей
- 1939 — В республиках нефти и хлопка
- 1939 — На второй сессии Верховного Совета Азербайджанской ССР (также автор сценария и монтаж совместно с Н. Сафроновым)
- 1941 — Путь в скалах
- 1943 — Научный центр Азербайджана
- 1944 — Братская помощь
- 1944 — Помощь Казвину
- 1945 — Праздник Победы
- 1946 — Аппарат профессора Топчиташева
- 1946 — Шестидесятилетие Гаджибекова
- 1951 — Вечером во Дворце культуры
- 1956 — У виноградарей Терека
- 1958 — Казбек — Каспий[5]
- 1959 — В Грозном
- 1964 — Песня о ветре
- 1968 — Пять веков и одна осень

## Награды
- медаль «За оборону Кавказа» (май 1945)[6];
- медаль «За оборону Севастополя» (июль 1944)[6];
- медаль «За победу над Германией в Великой Отечественной войне 1941—1945 гг.» (февраль 1946)[6];
- медаль «За доблестный труд в Великой Отечественной войне 1941—1945 гг.» (июль 1946)[6]
- медали СССР[6];
- заслуженный деятель искусств Чечено-Ингушской АССР (31 августа 1960)[2];
- заслуженный деятель искусств РСФСР (14 октября 1970)[7][6].